# Enrique González Bethencourt
Enrique González Bethencourt (El Toscal, Santa Cruz de Tenerife, 23 de septiembre de 1924  - Santa Cruz de Tenerife, 13 de mayo de 2010) fue el fundador y director de la Afilarmónica NiFú-NiFá, siendo considerado el padre de las murgas de Canarias. Asimismo fue una de las personalidades más importantes y queridas del Carnaval de Santa Cruz de Tenerife.

## Vida
Tercer hijo de cuatro hermanos del matrimonio formado por Francisco González Espinosa, nacido en (San Fernando-Cádiz) y Concepción Bethencourt Pestano.
Comenzó en la escuela pública del barrio lagunero de Geneto, para ingresar luego en el colegio Tinerfeño-Balear. Cursando estudios, posteriormente, en la Escuela Politécnica de La Laguna, dónde obtuvo el título de aparejador. Se formó también en Bellas Artes, llegando a exponer su obra pictórica, por primera vez, en julio de 1944 en la "I Exposición del Mar", que tuvo lugar en Los Realejos; y en 1949 en el Círculo de Bellas Artes. Fue su designado como autor del cartel anunciador del Carnaval 1991. En fotografía, participa en numerosos certámenes, recibiendo un quinto premio en el VII Salón Anual de Fotografías y Retratos Femeninos. Septiembre de 1960, por la obra Desconsueloy el galardón del primer premio del concurso internacional de Bruselas en 1970.
En el año 2000, le fue otorgada la Cruz de Caballero de la Real Orden del Mérito Civil.
Este mismo año, el Ayuntamiento de Santa Cruz de Tenerife le concede una calle a su veterana murga, la Afilarmónica NiFú-NiFá. El 13 de mayo de 2010, fallece el "Padre de las Murgas Canarias", Don Enrique González.

### Carnaval
Considerado el padre de las murgas de Canarias, formó parte de la murga infantil Los Guanchi desde 1935. En 1954 funda su primera murga Los Bigotudos.
En 1961, año de la fundación de la Afilarmónica NiFú-NiFá, forma parte de las personas que logran disfrazar el Carnaval como Fiestas de Invierno, junto al entonces obispo de Tenerife Domingo Pérez Cáceres, el gobernador Manuel Ballesteros Gabrois y el secretario de Información y Turismo Opelio Rodríguez Peña.
La NiFú-NiFá bajo su dirección, gana el concurso de murgas entre los años 1961 y 1965 y la presión del resto de los grupos les obligó a retirarse del concurso.
Contribuye en 1972 en la elaboración del actual concurso de murgas infantiles, entonces certamen de colectivos críticos infantiles. Así como en la celebración de los primeros entierros de la sardina.
Fue tal su obra en el carnaval que como agradecimiento se le dedicó la edición de 2011, en el que la Gala de la Reina se convirtió en un homenaje póstumo a su vida y trayectoria. Además el cartel del Carnaval de Santa Cruz de Tenerife 2011 fue realizado por su propia hija.
El 13 de mayo de 2013, en el tercer aniversario de su muerte, fue inaugurada una estatua en su honor ubicada en la Plaza del Príncipe de Santa Cruz de Tenerife. En el acto estuvieron presentes entre otras personalidades: el Alcalde de la ciudad, José Manuel Bermúdez Esparza, el presidente del Gobierno de Canarias, Paulino Rivero, la familia de Enrique González Bethencourt y miembros de la Afilarmónica NiFú-NiFá.

## Galería

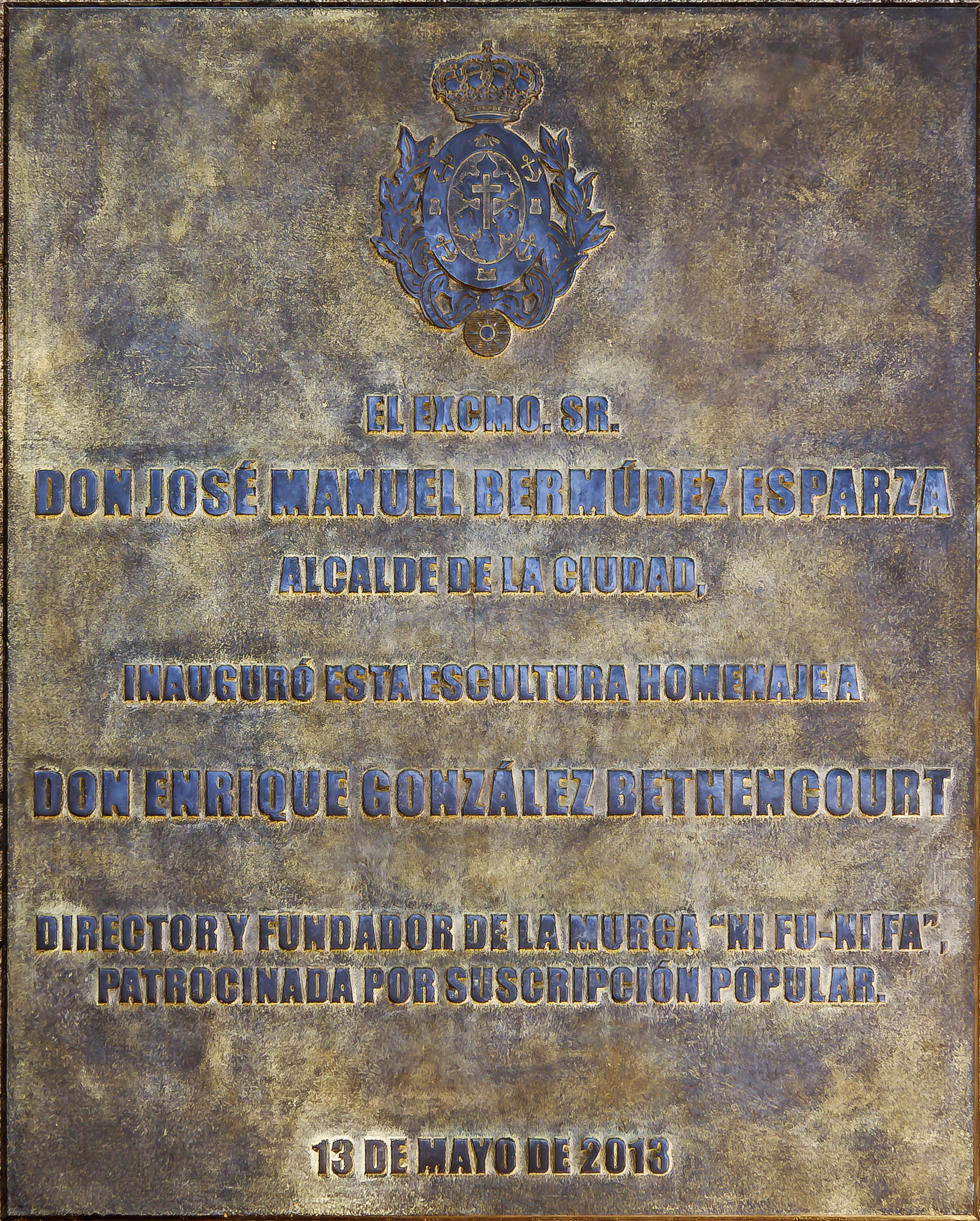
Placa de su escultura